# Johannes Kühn (écrivain)
Pour les articles homonymes, voir Kühn.
Johannes Kühn, né le 3 février 1934 à Bergweiler (commune de Tholey, Sarre) et mort le 3 octobre 2023, est un poète, dramaturge, écrivain allemand.
Auteur d'une œuvre abondante (plus de sept mille poèmes), plusieurs fois tenté par le repli autistique, mais tiré de la nuit et du silence par son ami d'enfance Benno Rech à la fin des années 1980, Johannes Kühn est désormais reconnu et consacré comme l'un des poètes allemands les plus importants depuis 1945.
« Tout le fascine. [...] Ce poète discret et fraternel rejoint la meilleure tradition lyrique allemande qui va de Eichendorff, Hölderlin, Mörike jusqu'à Trakl, et plus récemment Peter Huchel ».
« Celui qui aurait oublié ce qu'est la poésie l'apprendra de nouveau avec lui. » Reiner Kunze.

## Biographie
Fils d’une famille de mineurs, Johannes Kühn grandit avec huit frères et sœurs à Hasborn (également commune de Tholey).
À partir de 1948, il fréquente l’école missionnaire de Steyler à Saint-Wendel, qu’il quitte en 1953 sans le baccalauréat, en raison d’une longue maladie. De 1956 à 1961, en l’absence de moyens financiers pour rattraper son diplôme, il assiste en tant qu'auditeur libre aux cours des universités de Sarrebruck et Fribourg-en-Brisgau. Il fréquente l’école de théâtre de Sarrebruck de 1955 à 1958.
De 1963 à 1973, il travaille comme auxiliaire dans l’entreprise de génie civil de son plus jeune frère. En parallèle, malgré les moqueries, il écrit des drames, des poèmes et des contes de fées, mais sans succès. Au début des années 1980, il se replie sur lui-même, cessant progressivement de publier.
Cependant grâce à l’effort acharné d'un couple d’amis, Irmgard et Benno Rech et de l’écrivain sarrois Ludwig Harig, l’œuvre poétique de Johannes Kühn est partiellement éditée à la fin des années 1980, et cette fois-ci trouve un large écho positif, non démenti depuis. Johannes Kühn obtient en 1988 le prix d'Art de la Sarre, puis suivront le prix Hermann Lenz (2000) et le prix Friedrich Hölderlin de la ville de Bad Homburg (2004).
En 2018, Gabi Heleen Bollinger consacre au poète un documentaire sensible : Papier, Stift, Kaffee und Zigarren – Der Dichter Johannes Kühn (Papier, stylo, café et cigares - le poète Johannes Kühn).

## Œuvres

### Poésie
- Vieles will Klang, immer wieder (Bien des choses veulent entrer en résonance, sans cesse) (1957, Martin Verlag, Buxheim Iller)
- Saarländische Anthologie (Anthologie Sarroise) (1958, West-Ost-Verlag, Sarrebruck), comprenant des poèmes de Johannes Kühn
- Stimmen der Stille (Les voix du silence) (1970, Verlag "Die Mitte", Sarrebruck)
- Salzgeschmack (1984, Verlag "Die Mitte", Sarrebruck)
- Ich Winkelgast (1989, Hanser Verlag)
- Am Fenster der Verheißungen (1989/1992, Hanser Verlag)
- Meine Wanderkreise (1990, Verlag "Die Mitte", Sarrebruck)
- Blas aus die Sterne (2. Auflage 1991, Verlag U. Keicher, Warmbronn)
- Gelehnt an Luft (1992, Hanser Verlag)
- Wenn die Hexe Flöte spielt (1994, Verlag U. Keicher)
- Leuchtspur (1995, Hanser Verlag)
- Lerchenaufstieg (1996, Verlag U. Keicher)
- Wasser genügt nicht (1997, Hanser Verlag)
- Hab ein Aug mit mir (1998, Krüger Verlag)
- Em Guguck lauschdre, édition complète de poèmes dialectaux avec gravures sur bois de Heinrich Popp (1999, Gollenstein-Verlag, Blieskastel)
- Mit den Raben am Tisch (A table avec les corbeaux) (2000, Hanser Verlag)
- Gedichte, avec des lithographies de Markus Gramer (2001, Staden Verlag)
- Nie verließ ich den Hügelring (2002, Gollenstein-Verlag, Blieskastel)
- Ich muß nicht reisen (2004, Verlag U. Keicher, Warmbronn)
- Gärten ohne Grenzen (2004, Gollenstein-Verlag, Blieskastel)
- Ganz ungetröstet bin ich nicht (2007, Hanser, Munich)
- Zu Ende ist die Schicht (2013, Gollenstein-Verlag)
- Und hab am Gras mein Leben gemessen (J’ai mesuré ma vie à l’aune de l’herbe) (2014, Hanser Verlag)
- Besitzlos, den Schmetterling feiernd, une rétrospective avec des dessins de Heinrich Popp (2018, Rubicon Verlag, Munich)
- Und schwebe ab in eine ganz andre Welt, poèmes et dessins (2020, Hirmer Verlag GmbH, Munich)

### Théâtre
- Die Totengruft, Theaterstück (1966)
- Kampf um die Möbel, Theaterstück (1968)

### Prose
- Zugvögel haben mir berichtet, Märchen (1988, Joachim Hempel Verlag, Lebach)
- Ein Ende zur rechten Zeit, Erzählung (2004, Hanser Verlag), postface de Wilhelm Genazino

### Œuvres traduites en français
- (de + fr) « Johannes Kühn », dans Anthologie bilingue de la poésie allemande (trad. Jean-Pierre Lefebvre), Gallimard, 1993, p. 1389-1395, 1766
- « Poèmes de Johannes Kühn » (trad. Jean-Pierre Lefebvre), Po&sie, Belin, no 94,‎ 2000, p. 35-54
- A Table avec les corbeaux (trad. Françoise David-Schaumann, Joël Vincent), Grèges, 2008, 189 p.
- (de + fr) A qui appartient ce long cortège de nuages blancs ? (trad. Joël Vincent), Devesset, Cheyne, 2015, 191 p.
- J’ai mesuré ma vie à l’aune de l’herbe (trad. Joël Vincent), L'échappée belle, 2018, 82 p.

## Récompenses et distinctions
- 1988 : prix d’art de la Sarre (1988)
- 1991 : hommage à la Fondation allemande Schiller
- 1995 : prix Horst Bienek pour la poésie
- 1996 : prix Christian Wagner
- 1998 : prix Stefan Andres
- 2000 : prix Hermann Lenz
- 2002 : citoyen d’honneur de Tholey
- 2004 : prix Friedrich Hölderlin de la ville de Bad Homburg[7]
- 2004 : remise du titre de professeur par le gouvernement du Land de Sarre le 19 mars 2004

### Documentaire
- (de) Gabi Heleen Bollinger, Papier, Stift, Kaffee und Zigarren – Der Dichter Johannes Kühn, 2018